# Armoiries de la Malaisie

Armoiries de la Malaisie

Les armoiries de la Malaisie montrent, dans leurs parties supérieures, une étoile à quatorze branches qui représente les treize états de la fédération de Malaisie. Elle faisait autrefois allusion aux quatorze états fédérés, avant que Singapour devienne indépendant. Le croissant de lune situé sous l'étoile, un symbole traditionnel de l'Islam, religion officielle de la Malaisie et de plusieurs symboles de la monarchie.
Les cinq kriss, une dague cérémoniale malaise et indonésienne, situées dans la frange supérieure rouge représentent les derniers états incorporés dans la fédération de Malaisie: Johor, Kedah, Kelantan, Perlis et Terengganu.
Les premiers États qui ont intégré la fédération : Negeri Sembilan, Pahang, Perak et Selangor sont symbolisés par les quatre barres verticales qui figurent au centre du blason. Les drapeaux des quatre états mentionnés, sont formés par des combinaisons des couleurs des barres : dans le cas de Negeri Sembilan son drapeau est composé des couleurs rouge, noir, et jaune ; le drapeau de Pahang est noir et blanc ; Perak noir, blanc et jaune; Selangor rouge et jaune.
La division figurant sur le côté gauche, dans laquelle figure un palmier sur un pont, est le blason de l'État de Penang (Pulau Pinang) et la division droite, représentant l'arbre de Melaka, est le blason de l'État de Malacca.
Les blasons de Sabah et Sarawak sont représentés respectivement, dans les divisions inférieures gauche et droite. Au centre de la pointe du blason, figure la fleur nationale, le bunga raya (hibiscus).
Deux tigres soutiennent le blason, symboles de force et de courage.
Dans la partie inférieure figure, écrit sur une ceinture, la devise "L'unité est la force" ou "L'union fait la force" (“Bersekutu Bertambah Mutu”) en malais.